# Leonel Caffaratti
Leonel Caffaratti (General Baldissera, Provincia de Córdoba, Argentina; 31 de enero de 1990) es un futbolista argentino. Juega como arquero y actualmente milita en el Central Córdoba, de la Primera División de Argentina.

## Clubes
| Club                  | País      | Año       |
| --------------------- | --------- | --------- |
| Central Córdoba       | Argentina | 2016-2018 |
| San Lorenzo de Alem   | Argentina | 2018-2019 |
| San Martín de Formosa | Argentina | 2019-2020 |
| Central Córdoba       | Argentina | 2020-     |

## Palmarés
| Título           | Club            | País      | Año  |
| ---------------- | --------------- | --------- | ---- |
| Torneo Federal A | Central Córdoba | Argentina | 2018 |